# Schloss Klein Beynuhnen

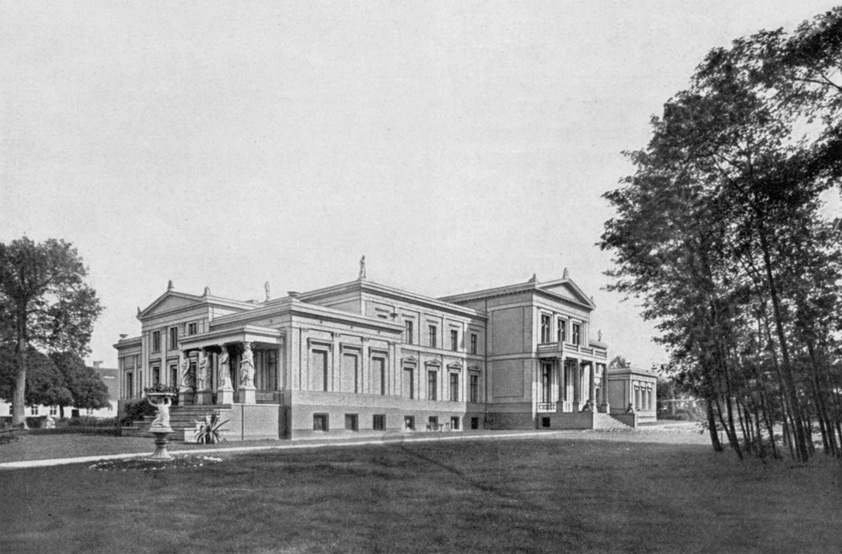
Schloss Klein Beynuhnen

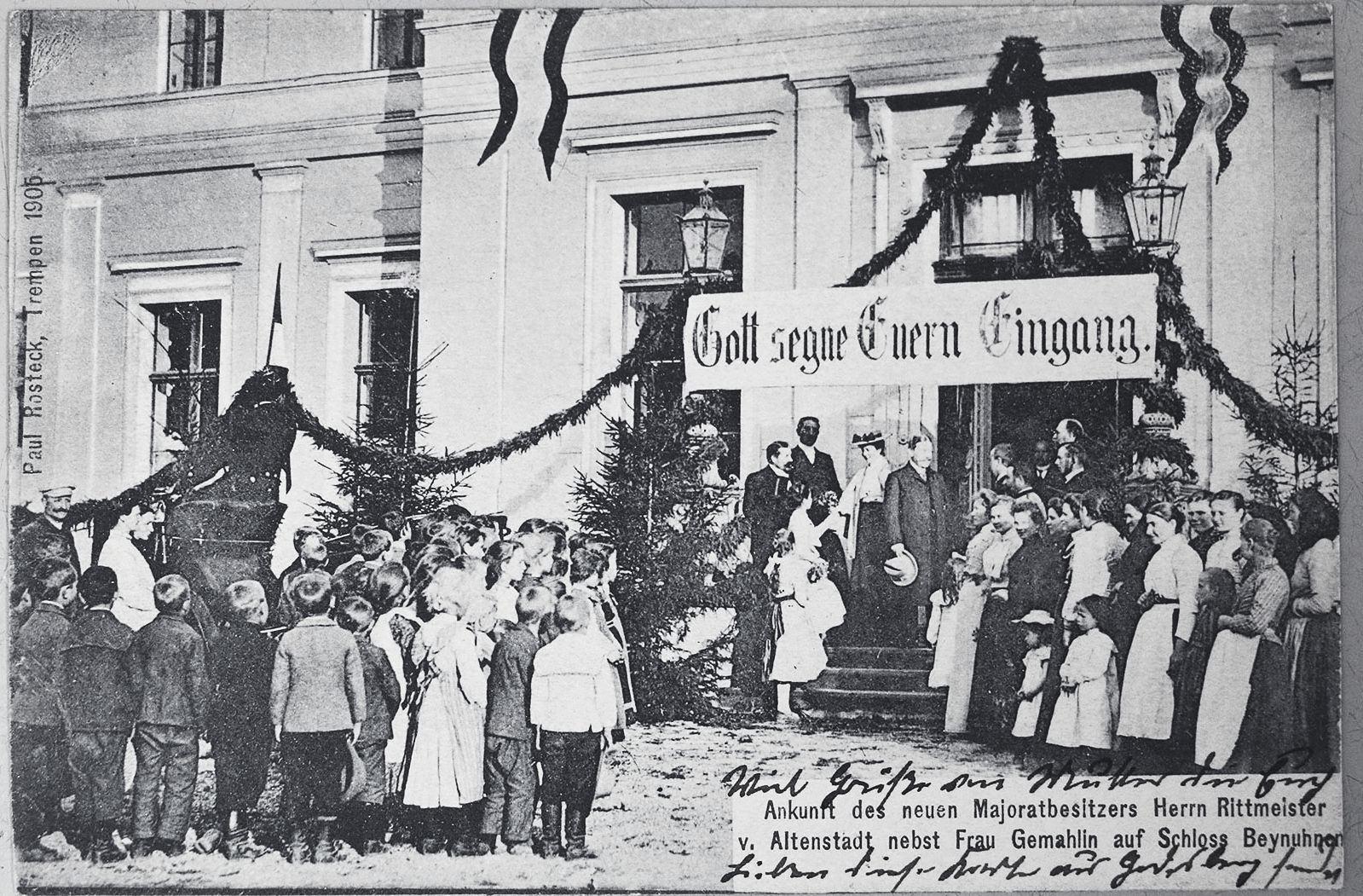
Ankunft des neuen Majoratsbesitzers Herrn Rittmeister von Altenstädt auf Schloss Klein Beynuhnen

Das Schloss Klein Beynuhnen war ein Schloss in Klein Beynuhnen, Oblast Kaliningrad.

## Geschichte
Im Jahre 1512 übersiedelte der Kaufmann Hans Fahrenheid von Hildesheim nach Königsberg (Preußen) (heute Kaliningrad). Einer seiner Nachfahren, der Kriegsrat Friedrich Wilhelm Johann von Fahrenheid (1747–1834, 1786 von Friedrich Wilhelm II. in den Adelsstand erhoben), erwarb 1793 den Güterkomplex in Klein Beynuhnen. Sein Sohn Friedrich Heinrich Johann von Fahrenheid (1780–1849) brachte ihn zu wirtschaftlicher Blüte. Er baute die Vollblut-Pferdezucht zum damals zweitgrößten Privatgestüt Europas aus. Er verfügte, dass sein Vermögen für Kunstsammlungen verwendet werden sollte.
Sein Erbe, Fritz von Farenheid (1815–1888), ließ für deren Aufbewahrung und Präsentation ein Schloss errichten. Der Ostflügel wurde in den Jahren von 1850 bis 1854 erbaut, der Mitteltrakt und der Westflügel folgten zwischen 1860 und 1864. Architekt war der Bildhauer Albert Wolff, der sich hier an Karl Friedrich Schinkel orientierte. Ab 1884 war der Ostflügel mit Vestibül und neun Sälen, mit Bibliothek und Kupferstichkabinett der Öffentlichkeit als Museum für Skulpturen der griechisch-römischen Antike zugänglich.
In den Privaträumen des Westflügels war das Karyatidenzimmer mit Nachbildungen der Figuren des Erechtheion-Tempels auf der Athener Akropolis. Auch gab es Gipsabdrücke nach antiken Skulpturen, Porträts und Reliefs. Des Weiteren wurden Plastiken und Gemälde der italienischen Spätrenaissance und des Frühbarocks gezeigt.
Auf einer Anhöhe im 150 Hektar großen Schlosspark erhob sich ein kleiner dorischer Tempel mit einer Nachbildung der Laokoon-Gruppe. Hier befand sich auch das Grab von Fritz von Farenheid. Die Anverwandten wurden hingegen in der Familiengruft in Angerapp (Pyramide in Rapa) beigesetzt. Nach dem Tod ging das Schloss an seine Schwester Fredrike Charlotte Fahrenheid, deren Sohn Friedrich von Bujack war. Nach dessen Tod im Jahre 1929 gingen das Schloss und Inventar an eine Familienstiftung.
Im Jahre 1945 wurde das Schloss durch die Rote Armee gesprengt und die noch erhaltenen Kunstgegenstände wurden in die Sowjetunion verbracht. Im Gärtnerhaus wohnte ab 1946 die Familie des Kolchosvorsitzenden. Von den übrigen Gebäuden finden sich nur noch spärliche Ruinenreste.

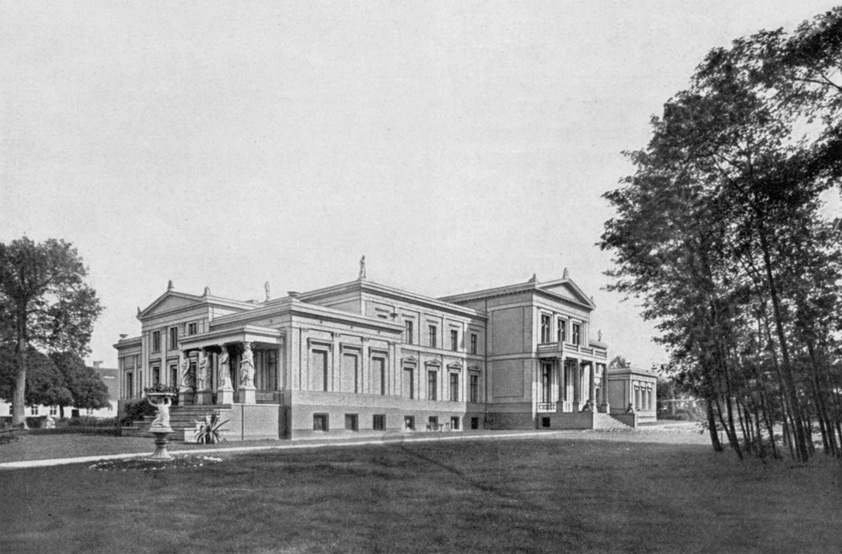
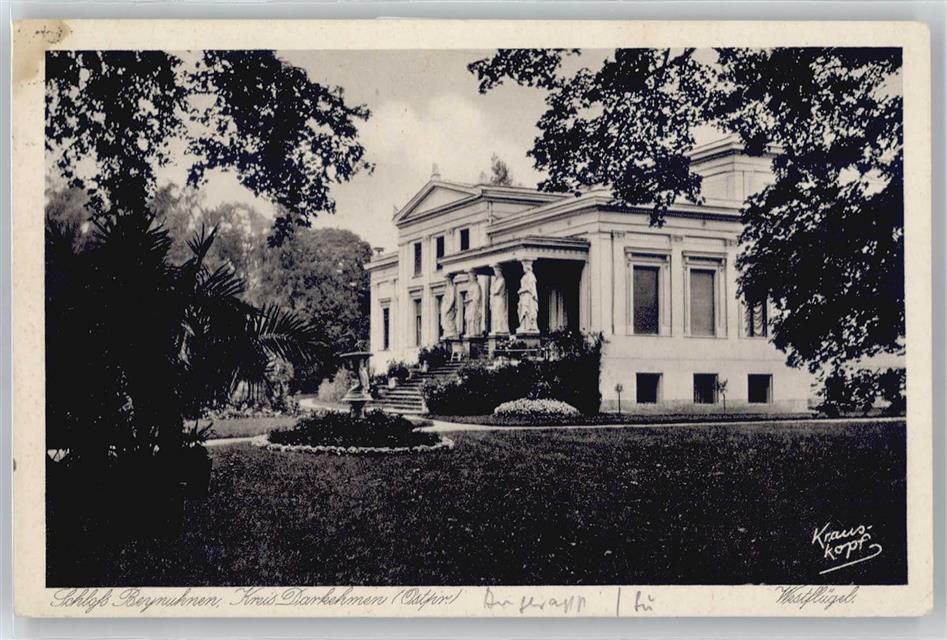
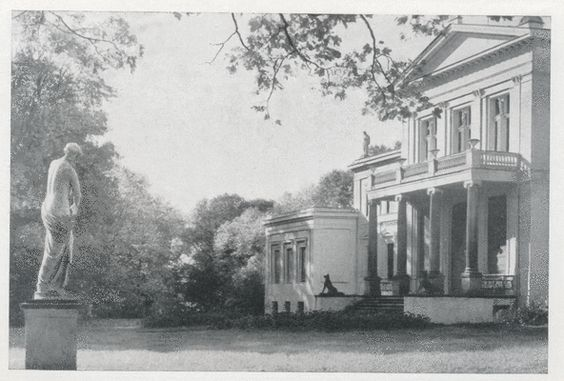
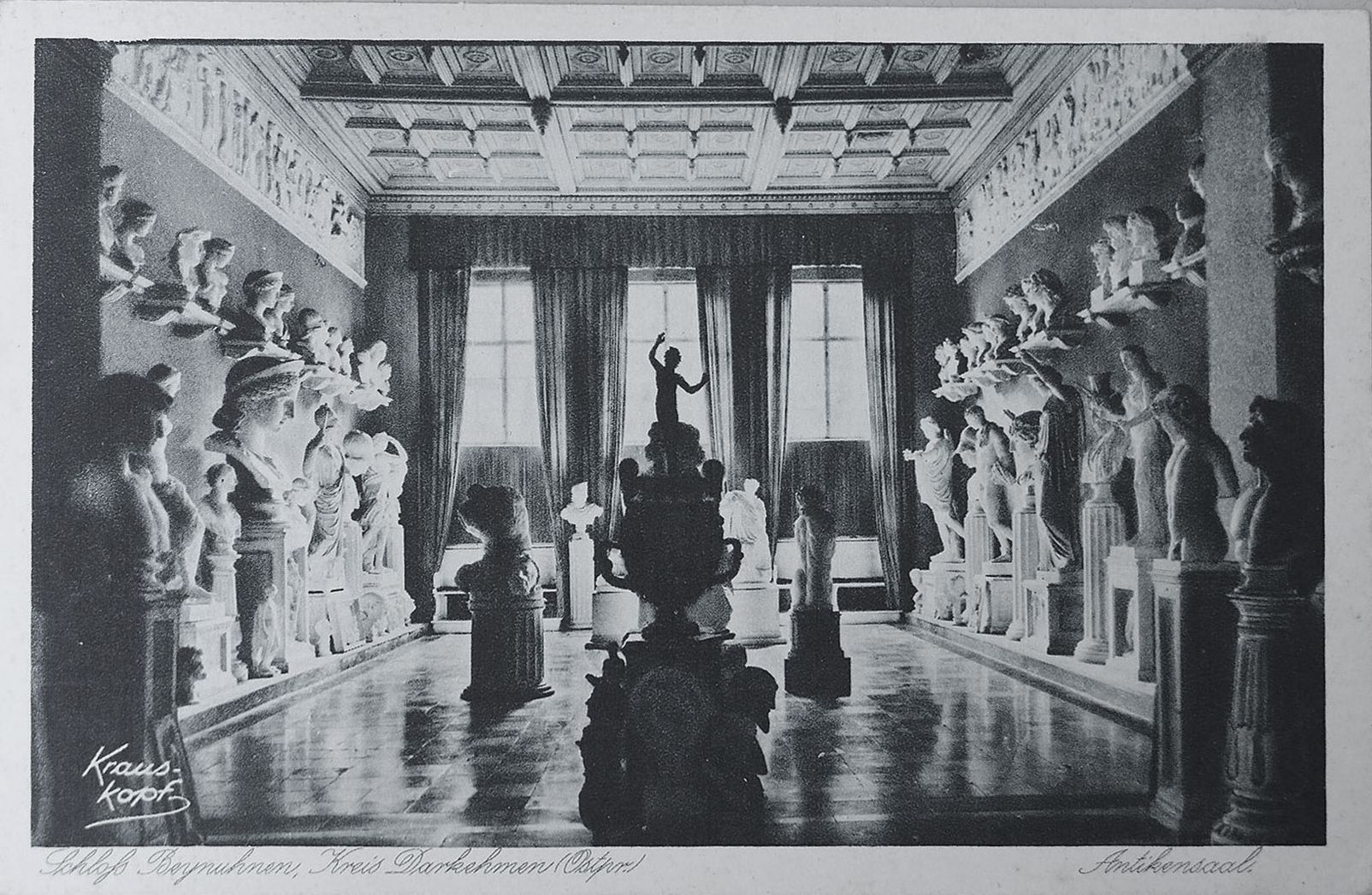
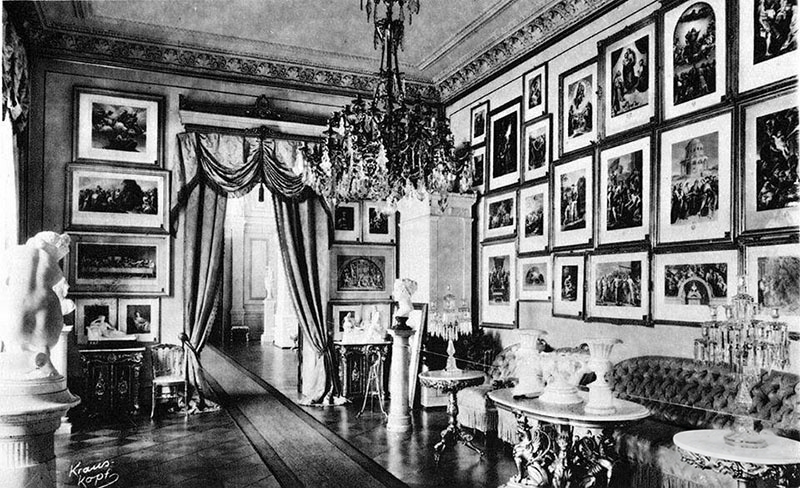
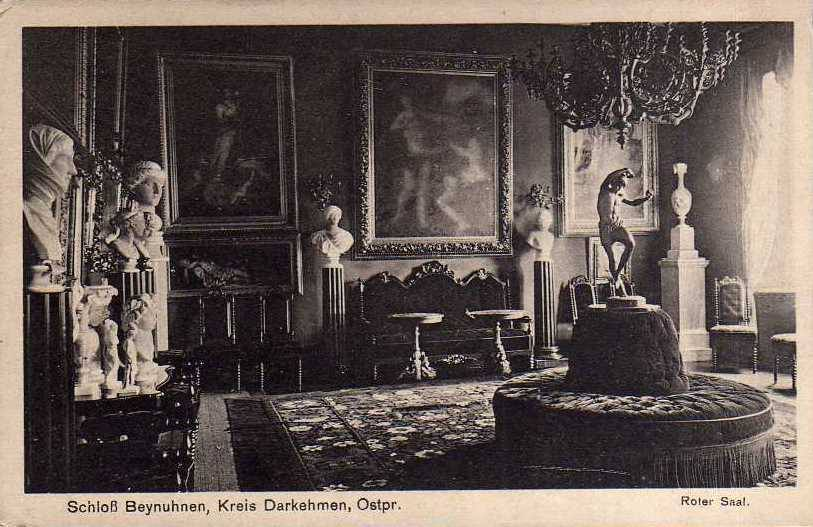
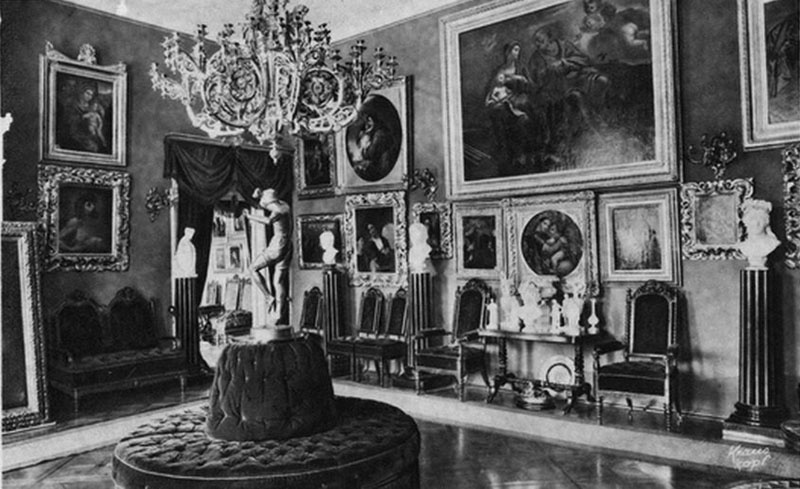
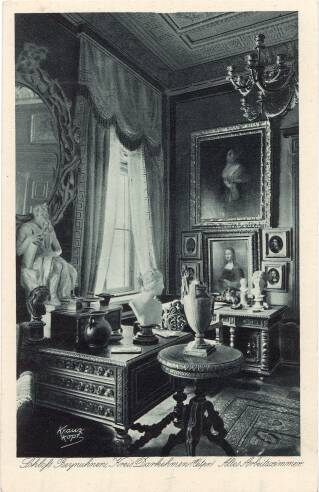
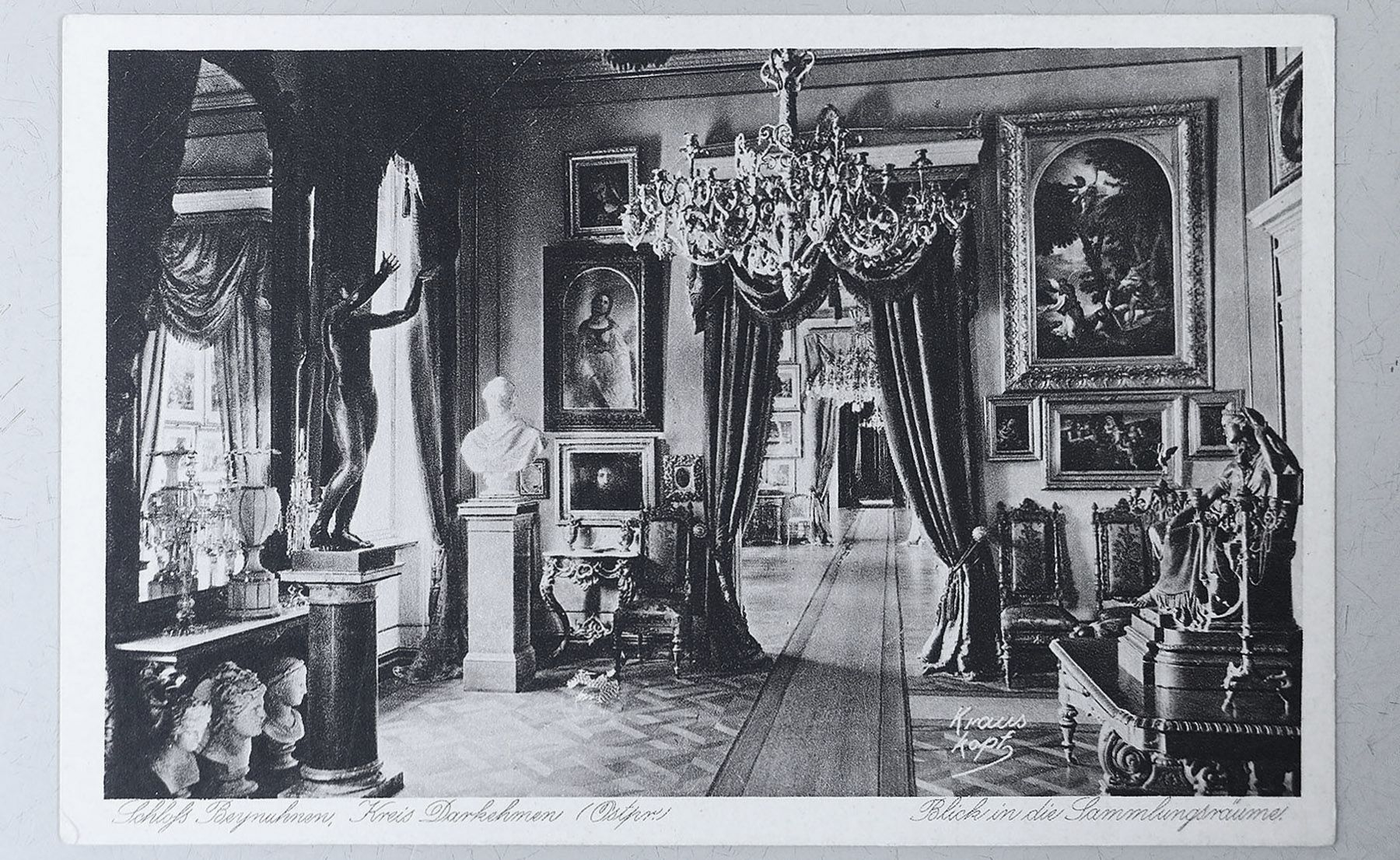
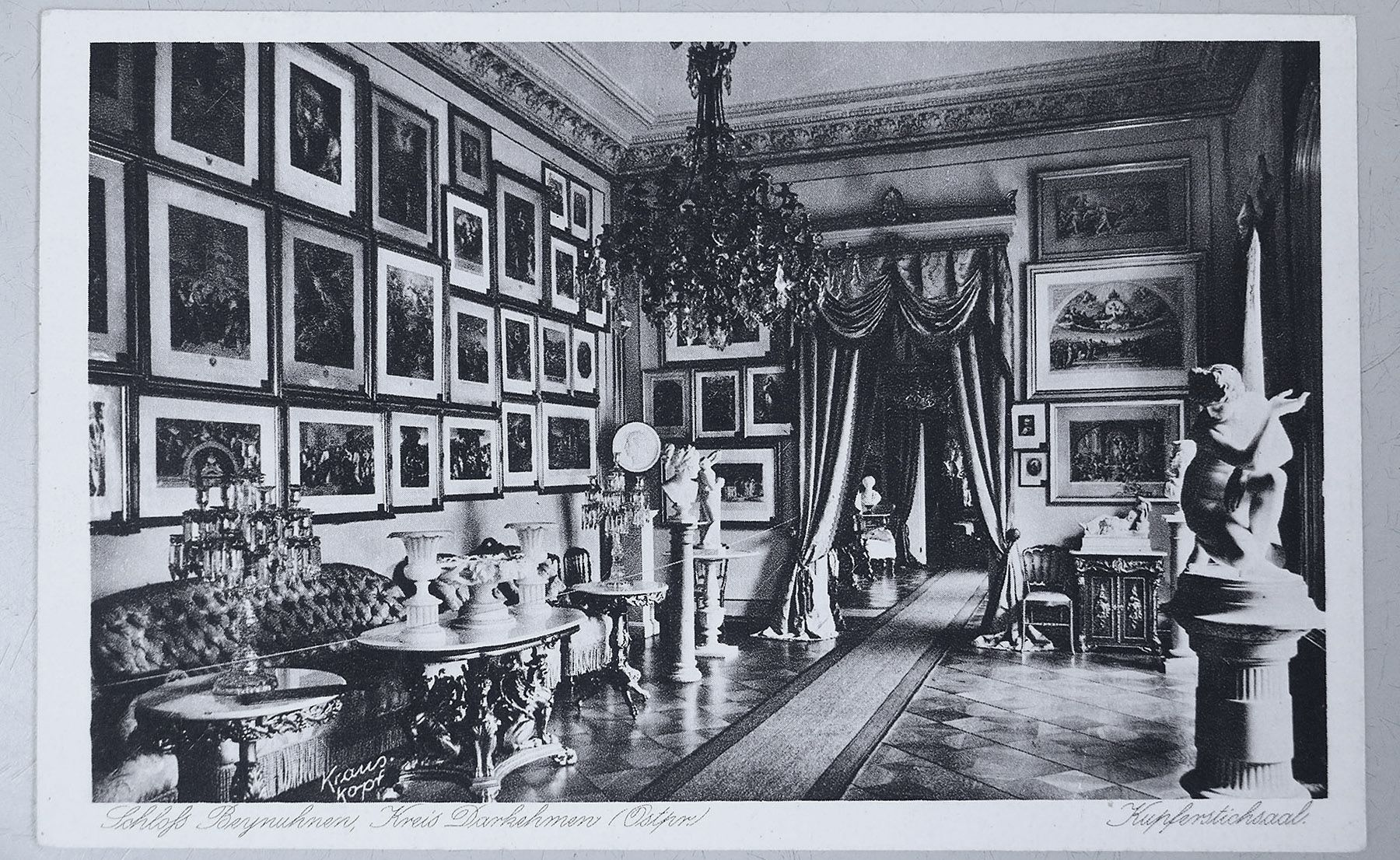
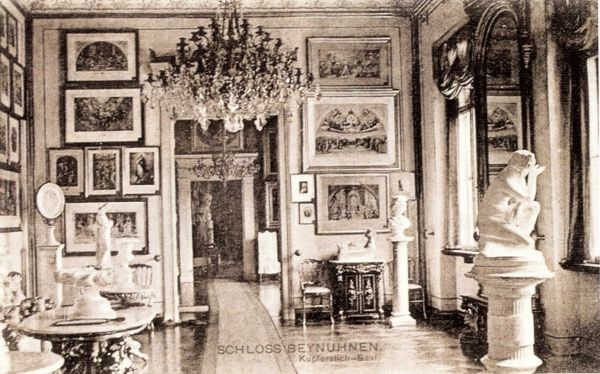
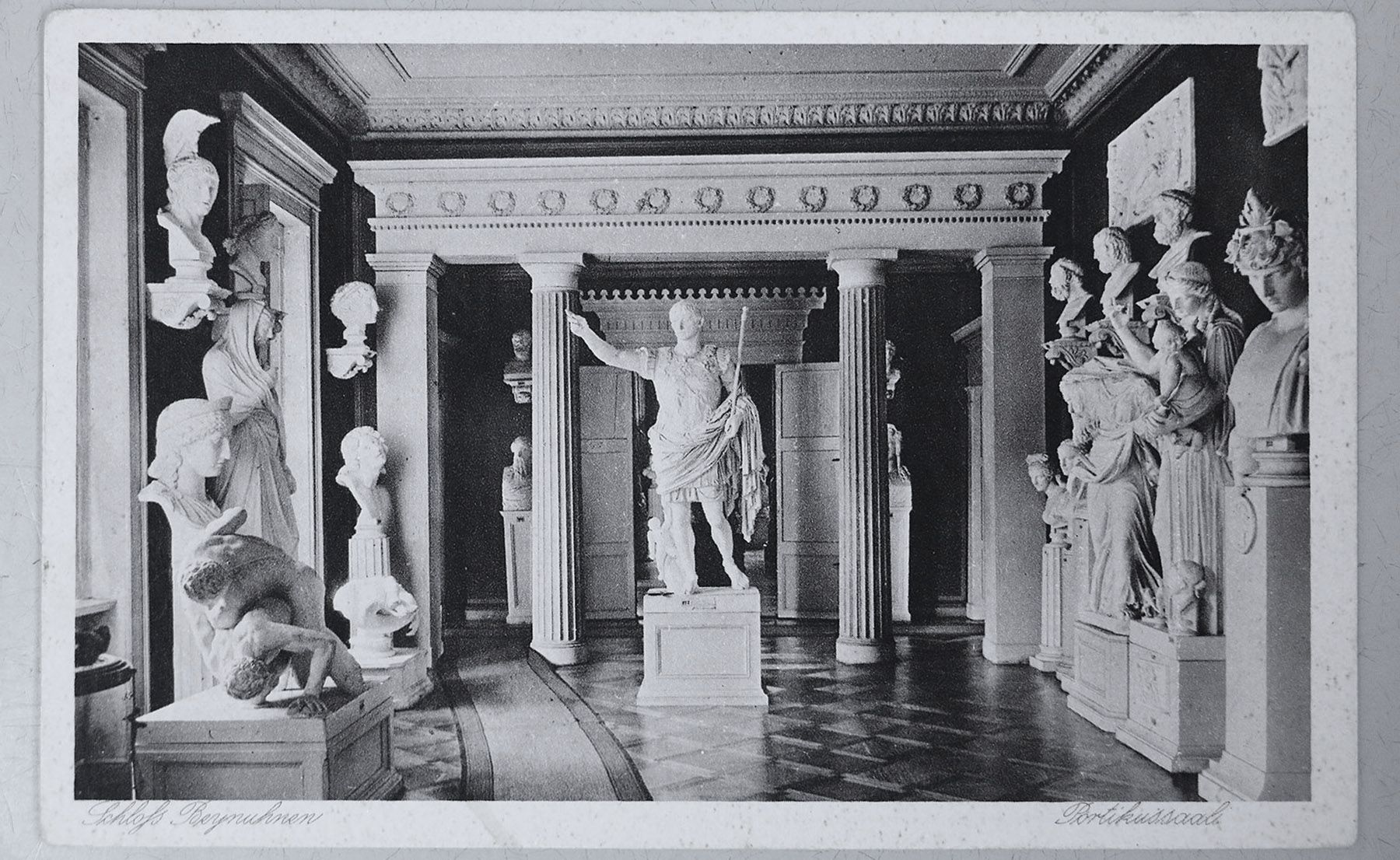
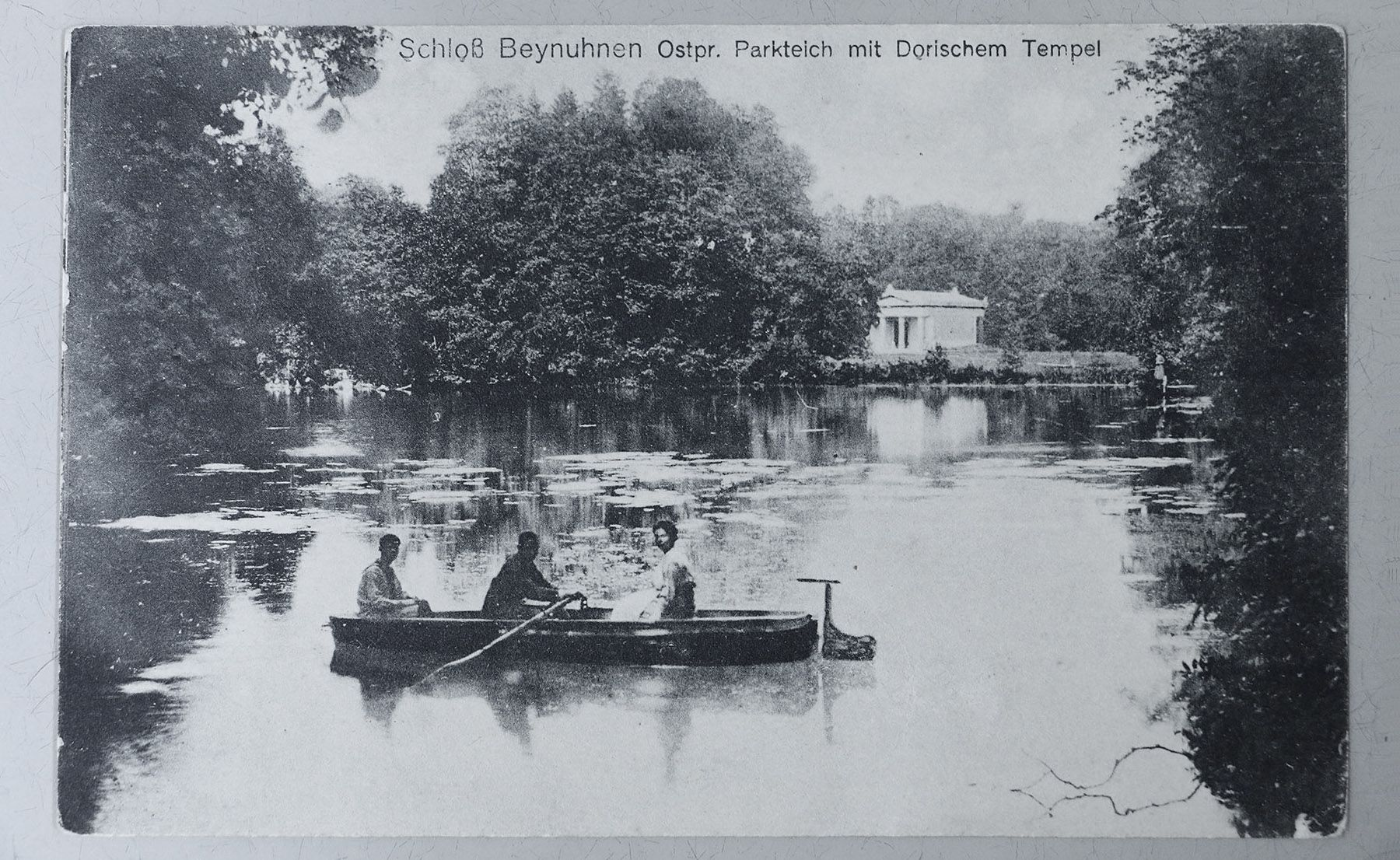
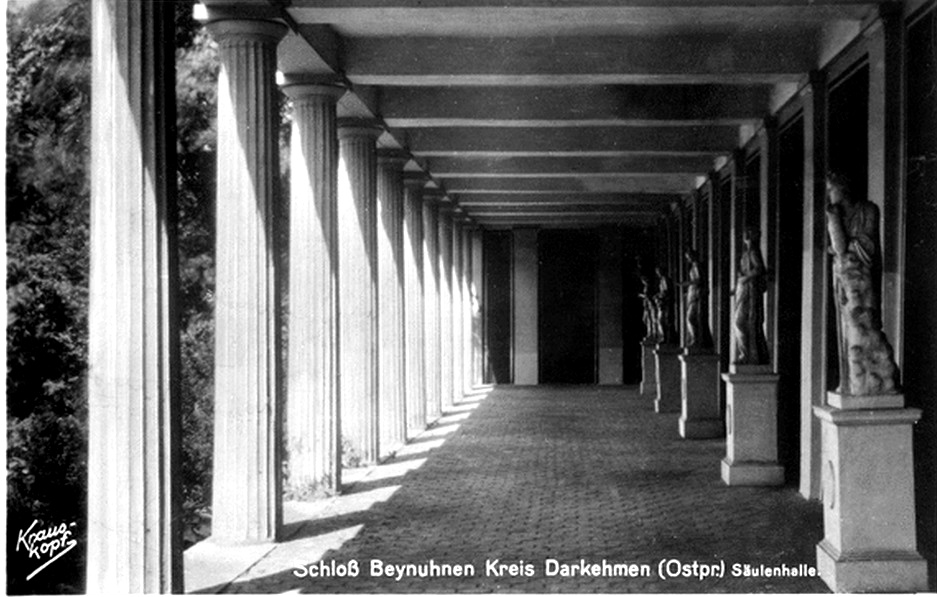
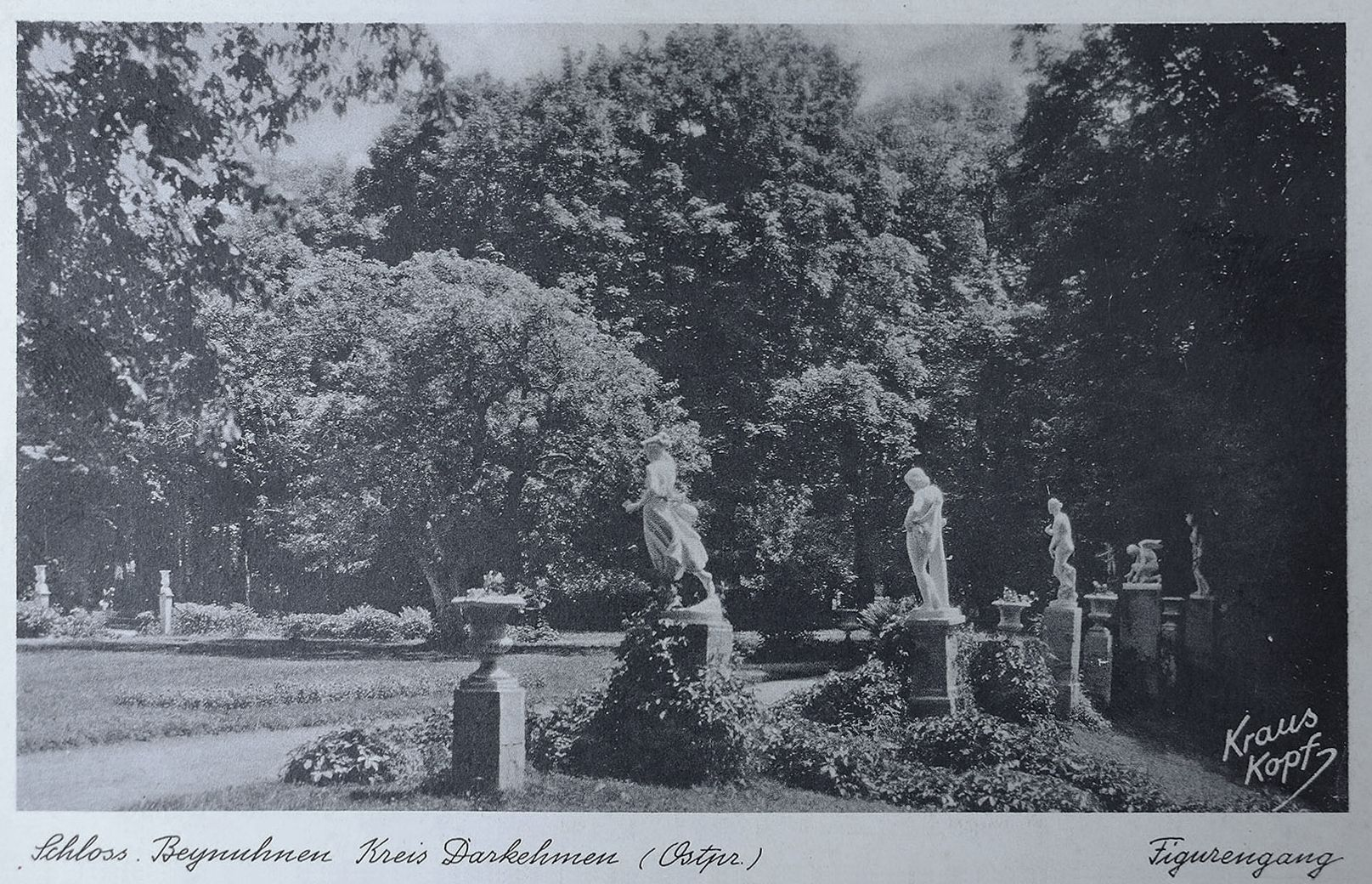
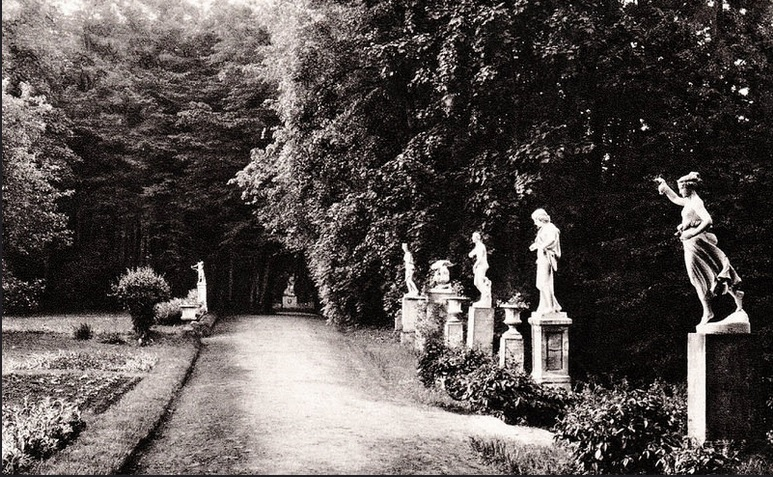